# Segelfluggelände Laufenselden

i7
i11
i13
Das Segelfluggelände Laufenselden liegt im Ortsteil Laufenselden der Gemeinde Heidenrod im Rheingau-Taunus-Kreis in Hessen, etwa 1 km nördlich des Zentrums von Laufenselden.

## Flugbetrieb
Das Segelfluggelände ist mit einer 454 m langen und 30 m breiten Start- und Landebahn aus Gras (Richtung 05/23) und mit einer 260 m langen und 30 m breiten Landebahn aus Gras (Richtung 22) ausgestattet.
Es besitzt eine Betriebszulassung für:
- Segelflugzeuge,
- Motorsegler, die mit eigener Kraft starten und ständig auf dem Segelfluggelände Laufenselden stationiert sind,
- Motorsegler, die nicht mit eigener Kraft starten,
- ein Flugzeug bis 2000 kg höchstzulässiger Abflugmasse, soweit dieses bestimmungsgemäß zum Schleppen von Segelflugzeugen oder Motorseglern Verwendung findet,
- zwei Motorsegler des Aeroclubs Nastätten e. V.
- Gleitschirme (ohne Motorantrieb) der Gleitschirmfreunde Untertaunus 1995 e. V. (nur Windenstart) und
- zwei dreiachsgesteuerte Ultraleichtflugzeuge im Besitz von Vereinsmitgliedern, die überwiegend auf dem Segelfluggelände Laufenselden stationiert sind.

Als Startarten sind Eigenstart, Flugzeugschleppstart, Windenstart und Gummiseilstart zugelassen. Nicht am Platz stationierte Luftfahrzeuge benötigen eine vorherige Genehmigung des Platzhalters, um in Laufenselden starten und landen zu dürfen (PPR). Der Halter und Betreiber des Segelfluggeländes ist der Flugsportclub Wiesbaden „Maikäfer“ e. V.

## Geschichte
Der Flugsportclub Wiesbaden „Maikäfer“ e. V. wurde im April 1950 gegründet. Das Segelfluggelände Laufenselden wurde am 28. August 1960 in Betrieb genommen.

## Zwischenfälle
Am 15. April 2012 startete ein Segelflugzeug vom Typ DG-500 per Flugzeugschlepp. In einer Höhe von 45 m über Grund löste sich plötzlich das Schleppseil vom Segelflugzeug. Statt eine Außenlandung in Verlängerung der Schlepprichtung durchzuführen, versuchte der Pilot eine Umkehrkurve. Kurz darauf kam es zu einer Hindernisberührung mit Baumkronen. Anschließend stürzte das Segelflugzeug in den etwa 25–30 m hohen Baumbestand eines am Segelfluggelände angrenzenden Waldes. Das Segelflugzeug wurde zerstört. Die vorne sitzende Person wurde tödlich verletzt. Die hinten sitzende Person wurde schwer verletzt aus den Trümmern des Segelflugzeugs geborgen.